# Airwolf (helicóptero)
Airwolf es el helicóptero de la serie televisiva epónima de la década de 1980. Sus característcias ficticias incluían techo de vuelo estratosférico, escasa huella sonora, una amplia variedad de armas e incluso velocidad supersónica. En realidad, Airwolf era un Bell 222 modificado al acoplarle algunos accesorios de utilería.

## El Bell 222

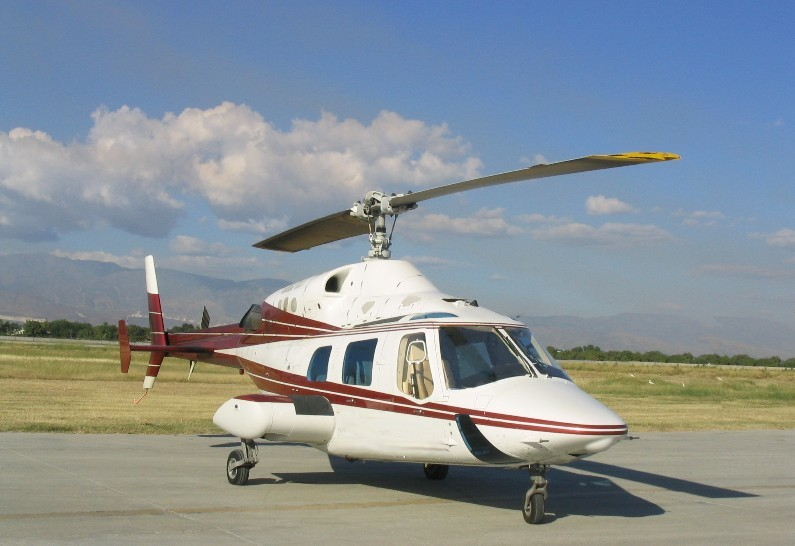
Un Bell 222.

El Airwolf operativo fue derivado a partir de un Bell 222, un helicóptero con dos turboejes producido para el mercado civil y usualmente empleado por empresarios, en misiones de emergencia médica o transporte de carga, con asientos para 10 pasajeros, incluyendo al piloto.
El helicóptero empleado para crear al Airwolf tenía el número de serie 47085 (con número de registro N3176S) y era parte del primer lote de serie, a veces informalmente llamado como Bell 222A. Durante la filmación de la serie, el helicóptero era propiedad de la empresa JetCopters Inc., con sede en Van Nuys, California.
Después que la serie fuese cancelada, al helicóptero se le retiraron los accesorios de utilería (actualmente en manos de un coleccionista particular). Fue repintado y finalmente vendido a la empresa alemana de transporte aéreo Hubschrauber-Sonder-Dienst (también conocida como HSD Luftrettung y Blue Helicopter Alliance), recibiendo el número de registro D-HHSD. Mientras operaba como ambulancia aérea, el helicóptero se estrelló a causa de la niebla el 6 de junio de 1992, muriendo sus tres tripulantes.
Steven W. Stull creó una nueva réplica del Airwolf de tamaño natural, para ser expuesta en el museo de breve existencia Helicopter Headquarters en Pigeon Forge, Tennessee que se inauguró en agosto de 2006, empleando un Bell 222 inoperativo con réplicas de los accesorios de utilería originales empleados en la serie. El museo no tuvo éxito y puso la réplica a la venta en eBay. Entre 2007 y 2015, la réplica estuvo alojada en el Museo de la Aviación de Tennessee, en Sevierville, Tennessee. En aquel año fue vendida a un coleccionista particular en California, siendo modificada en West Coast Customs a fines de 2015.[cita requerida]

## El helicópteroAirwolf

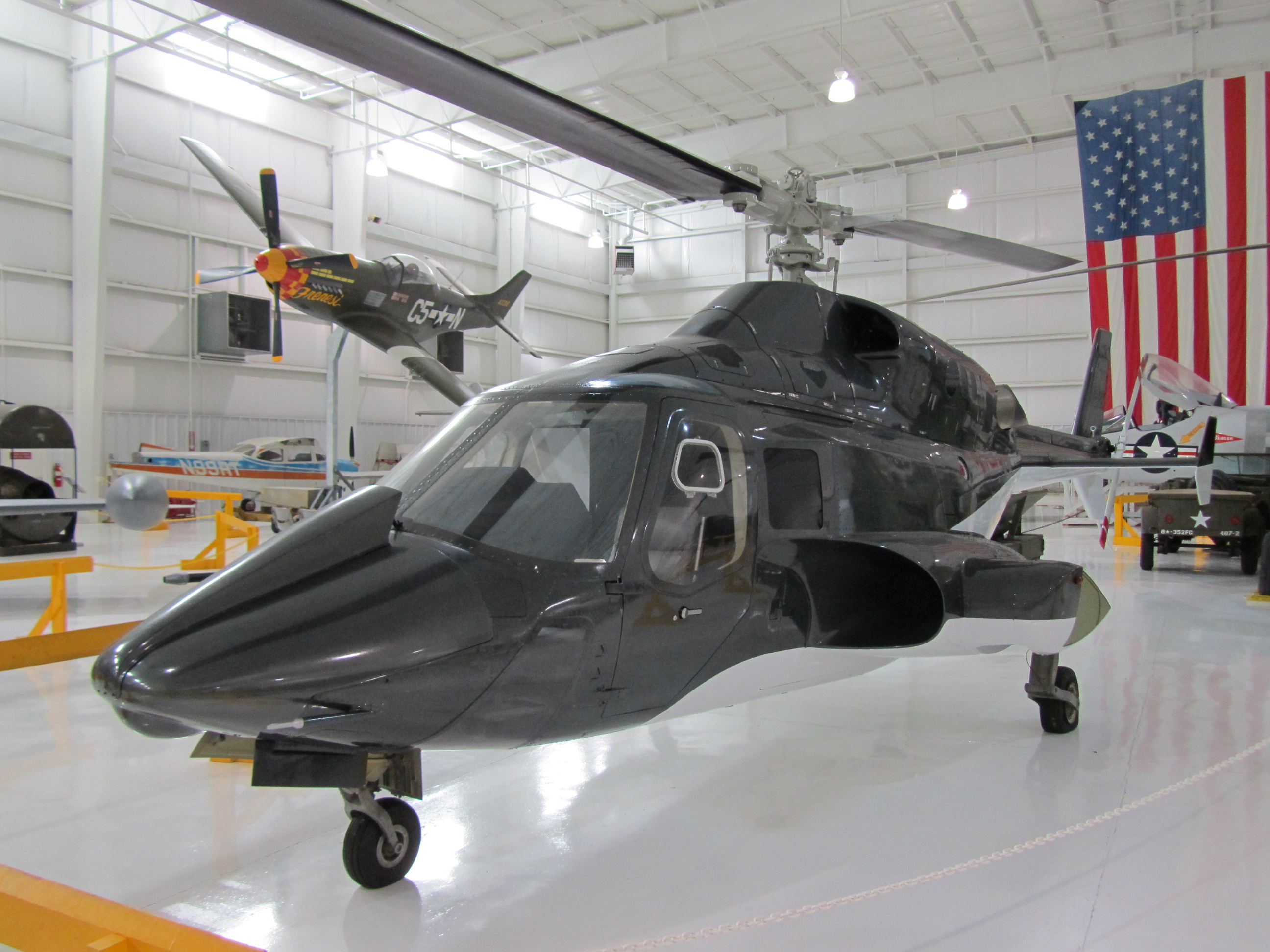
Réplica de tamaño natural del Airwolf en el Museo de la Aviación de Tennessee, Sevierville, Tennessee.

Airwolf estaba pintado de color "Gris Fantasma Metálico" (DuPont Imron 5031X) por encima y de color gris perla matizado (casi blanco) por debajo, en un esquema contracolorativo. El helicóptero también fue equipado con diversas modificaciones de utilería, tales como motores "turbo jet" y tomas de aire, una boquilla de reabastecimiento en vuelo y una cubierta tipo ampolla en el morro, cañones de cadena retráctiles en las puntas de las alas y un lanazcohetes, conocido como el "Contenedor ADF" (acrónimo de All Directional Firing, ya que el contenedor podía girar 180° para disparar a blancos en los lados - 90° a la izquierda y 90° a la derecha)[cita requerida] en posición ventral.
La apariencia de las modificaciones fue diseñada por Andrew Probert, siendo aplicadas por primera vez a una maqueta estática (hecha a partir de fuselaje del primer Bell 222, con número de serie 47001). Los moldes de los accesorios de utilería se hicieron a partir de esta maqueta, a fin de que puedan cumplir los requisitos de la AFA antes de ser agregados al helicóptero operativo. Después del vuelo inaugural con las modificaciones, el piloto principal David Jones le dijo al productor que "¡ahora vuela mejor que antes!"
Después de la primera temporada de la serie, a los productores se les adviritó que "cañón de cadena" era una marca registrada de McDonnell Douglas, por lo cual ya no se les mencionó así. Las ametralladoras montadas a los lados de las bodegas del tren de aterrizaje eran maquetas que empleaban bujías y combustible para simular los disparos. Otras modificaciones se empleaban junto con efectos de sala y escenarios; los escenarios del interior del helicóptero eran de tecnología sumamente avanzada, incluyendo "tecnología furtiva" para reducción del sonido con el uso creativo de efectos de sonido. En la serie, el despliegue de los sistemas de armas era usualmente mostrado mediante acercamientos de la acción; en realidad, estos acercamientos se filmaban usando maquetas, mientras que los componentes inmóviles de utilería eran acoplados al helicóptero por un técnico en el campo o en los hangares de JetCopters.
El concepto detrás de Airwolf era un helicóptero armado sumamente veloz que podía "confundirse" pareciendo ser de uso civil, un "lobo con piel de oveja". La insignia de Airwolf (también diseñada por Probert) que llevaban sus tripulantes era la cabeza de un lobo que mostraba los colmillos, con alas que parecían ser una piel de oveja y una cabeza de cordero sobre la frente del lobo. En la serie, Airwolf era a veces llamado por Santini y Hawke como "La Dama".
En la serie, Airwolf era un helicóptero furtivo blindado. Podía efectuar maniobras y acrobacias imposibles, inclusive volar a velocidades supersónicas (la velocidad máxima teórica de un helicóptero es siginificativamente inferior a Mach 0,5, o la mitad de la velocidad del sonido), volar de cabeza y volar en la estratósfera. Algunas de estas capacidades imposibles son explicadas en la serie mediante características tales como motores turboventiladores auxiliares (visibles en las raíces de las bodegas de los trenes de aterrizaje), palas de la hélice que pueden plegarse para vuelo supersónico y un fuselaje sustentador.
Los efectos de sonido también estaban asociados con varias de las capacidades del helicóptero. Cuando Airwolf cruzaba el cielo en modo "impulso turbo", uno podía oírlo "aullando como un lobo" mientras se oía el efecto de sonido de vidrio rompiéndose. Mientras estaba en tierra con el motor encendido, el helicóptero producía un sonido trepidante, pero al sobrevolar sobre un punto fijo las palas de su hélice producían un sonido de viento fantasmagórico.
Sus armas eran de última generación, con ametralladoras que podían destruir tanques y búnkeres. El contenedor ventral de misiles podía lanzar una variedad de éstos, incluyendo los aire-tierra AGM-65 Maverick, AGM-114 Hellfire y los aire-aire AIM-9 Sidewinder. Al ser lanzados, estos misiles generalmente brillaban como un rayo láser o un "torpedo de fotones" de la serie Star Trek. Airwolf también estaba equipado con un avanzado sistema de computación que podía identificar y rastrear aviones y vehículos terrestres. Era capaz de mostrar modelos y esquemas 3D de estructura lineal de sus blancos. El sistema de comuniciaciones podía interceptar comunicaciones telefónicas y radiales, ingresar a sistemas de computadoras y sabotearlos, interferir las frecuencias de transmisión del enemigo y cortocircuitar los sistemas eléctricos terrestres. Los sistemas furtivos eran capaces de hacer que Airwolf sea invisible al radar, así como de producir múltiples ecos de radar. El sistema de armas podía ser enlazado con el sistema de comunicaciones para fijar los misiles sobre cualquier sistema electrónico monitoreado. En el primer episodio, Airwolf lanzó un misil AGM-12 Bullpup contra un destructor estadounidense mientras el helicóptero era empleado por su inventor, el Doctor Charles Henry Moffet.
En un episodio ("Airwolf II"), Airwolf tiene un gemelo, Airwolf II, también conocido como Redwolf. Redwolf fue secretamente construido por The Firm para reemplazar a Airwolf, pero a su vez fue robado por Harlan Jenkins, su egocéntrico creador y piloto de pruebas rival de Stringfellow Hawke. Redwolf se distinguía de Ariwolf por tener su vientre pintado de color rojo (mientras que el de Airwolf estaba pintado de color gris perla). También estaba equipado con una potente arma láser, aunada a un lanzamisiles rápido de un solo tubo (aunque en realidad no tenía modificaciones externas como Airwolf). En la temporada cuatro apareció un helicóptero similar a Redwolf, conocido como el Scorpion, aunque la filmación del combate aéreo se recicló del episodio "Airwolf II".

## Especificaciones
| Alcance                   | 1.529 km (950 millas) con una tripulación de 3 hombres armados Puede reabastecerse en vuelo 2.333,5 km (1.450 millas) con una tripulación de 2 |
| Techo de vuelo            | 3.353 m (11.000 pies) sin presurización 27.127 m (89.000 pies) con presurización TERCERA TEMPORADA 30.480 m (100.000 pies) con presurización |
| Velocidad                 | 300 kn (560 km/h; 350 mph) (convencional) Mach 1+ (impulsores turbo) Mach 2 (velocidad máxima) |
| Armamento alar            | 2 × cañones automáticos de 30 mm 4 × cañones de cadena de 12,7 mm Con una cadencia de hasta 40 disparos/segundo. |
| Misiles y 'Armas pesadas' | PRIMERA TEMPORADA misiles AGM-12 Bullpup misiles AIM-9 Sidewinder misiles AIM-95 Agile misiles AGM-45 Shrike nucleares misiles AGM-114 Hellfire bombas Paveway SEGUNDA – CUARTA TEMPORADA (lanzados desde el Contenedor ADF) 6 × obuses guiados M712 Copperhead 12 × misiles FIM-43 Redeye 6 × misiles AGM-114 Hellfire (Lanzados desde la Bodega auxiliar) 4 × misiles AIM-4 Falcon CUARTA TEMPORADA Láser Rojo |
| Defensa                   | bengalas antimisiles Sunburst señuelos antimisiles Chaff fuselaje blindado a prueba de balas computadora de vuelo/combate autoprogramable equipo para interferir radio/radar cubierta exterior que absorbe el 90% de los pulsos de Radar |

|                | Bell 222              | Airwolf |
| -------------- | --------------------- | --- |
| Tripulación    | 2 (piloto y copiloto) | 2–3 (piloto, copiloto y artillero)                                                                               |
| Pasajeros      | 5–6                   | 1–2 (los pasajeros pueden sentarse en el asiento del copiloto, o en un asiento detrás del asiento del artillero) |
| Longitud       | 15,10 m               | 15,10 m |
| Altura         | 3,56 m                | 3,56 m |
| Peso           | 2.066 kg              | no se especifica                                                                                                 |
| Velocidad      | 240 km/h              | 555 km/h (convencional), Mach 1+ con impulsores turbo                                                            |
| Alcance        | 600 km                | 1.530-2.330 km                                                                                                   |
| Techo de vuelo | 3.900 m               | 3.400 m (sin presurización) 30.000 m (con presurización)                                                         |
| Potencia (×2)  | 618 HP (461 kW)       | 45.000 libras-pies (impulsores turbo)                                                                            |